# Monte Selvapiana
La Selvapiana è una dorsale montuosa prealpina lunga circa 7km, disposta da sud-ovest a nord-est, che si innalza a partire dal comune di Gavardo, si sviluppa nei comuni di Villanuova sul Clisi e Sabbio Chiese e conclude nel comune di Vobarno. Deve il suo nome al suo punto più alto, denominato appunto monte Selvapiana.

## Descrizione
La dorsale nasce a nord dell'abitato di Gavardo e cresce velocemente in altitudine raggiungendo i 700-800 m s.l.m.
Qui il versante nord a circa 500 metri di altezza spiana formando un piccolo altipiano, denominato monte Magno, che funge da confine naturale con gli altri rilievi presenti nella zona. Poco sopra il Monte Magno, sempre nel territorio comunale di Gavardo si trova la croce di Selvapiana (811m). La zona sommitale retrostante la croce, piana e ampia è costituita da un'alternanza di boschi e prati.
A circa metà del sistema si trova il punto più alto, detto monte Selvapiana (964m), facilmente riconoscibile grazie alle grandi antenne radio-televisive poste sulla cima di esso. Da qui la montagna assume un aspetto più stretto e allungato. Verso nord, la montagna si dirama con un grosso sperone che scende fino all’abitato di sabbio chiese, il monte Acuto (745m).  La dorsale principale prosegue verso nord est, incontrando il monte Renico (886m), sul quale si trova un santuario dedicato alla Madonna della neve.  Proseguendo, la dorsale si abbassa fino al passo Fobbia (640m) e da qui si diramano le ultime due selle: orientato verso nord il dosso Covolo (757m) e più orientato verso est il monte Coro (753m).

## Toponimo
Il nome Selvapiana deriva dal fatto che la zona sommitale è in buona parte pianeggiante e ricca di prati. Essendo una zona riccamente sfruttata e conosciuta dagli abitanti dei comuni circostanti, spesso le diverse zone sono chiamate in modo differente rispetto alla topografia tradizionale: la croce di Selvapiana è meglio conosciuta come croce del Magno, il monte Renico è più semplicemente chiamato Madonna della neve.

## Insediamenti
Il versante est, data la bellezza paesaggistica, l’ampio panorama sul lago di Garda e la posizione strategica è ricco di abitati più o meno storici. A sud si trova la frazione del comune di Gavardo di Sopraponte che è a sua volta divisa nei piccoli abitati di Borzina, Quarena, Soseto, Fostaga, Casalicolo, La Vela e Monte Magno. Essi sono costruiti sulla strada che risale il versante.
Più a nord si trovano le diverse suddivisioni della frazione di Villanuova di Prandaglio: Bondone, Berniga, Castello, Peracque, Mezzane, Canneto e Pontepier. L’abitato di Prandaglio è relativamente antico ed è stato per un lungo periodo indipendente da Villanuova.
Poco dopo l’abitato di Peracque, in direzione Passo della Fobbia, si trova un ampio prato disposto a nord, al centro del quale è situata la cascina Rucc, che funge da crocevia di diversi sentieri. Sul monte Coro e sul dosso Covolo si trovano rispettivamente le cascine di località di Cargiù e Cuel appartenenti al comune di Vobarno.
Il versante nord-ovest è invece privo di insediamenti, eccetto diversi capanni da caccia. Per quanto riguarda la zona sommitale si possono trovare alcune baite e cascine.
Sul monte Selvapiana sono installati diversi ripetitori e ponti radio. Data la sua posizione ottimale tra lago, pianura e valle, il segnale può infatti facilmente propagarsi in diverse direzioni.

## Madonna della neve
Sulla cima del monte Renico è situato il santuario della Madonna della neve. Esso si presenta come una chiesa romanica, preceduta da un protiro e collegata a una zona posteriore dove si trovano una piccola torre campanaria e degli alloggi. All’interno si trova un altare ligneo al centro del quale vi è una nicchia con la statua lignea della Vergine con Bambino. Gli affreschi e gli elementi decorativi risalgono al XVII. secolo. Probabilmente costruito sui resti di un’antica rocca, si hanno sue notizie da circa il 1566, data di una visita pastorale compiuta dal vescovo Domenico Bollani che descrive una “ecclesia S.Mariae Nivis”. Nel 1580 la chiesa fu visitata anche da dei funzionari di S. Carlo Borromeo. La chiesetta è stata gravemente danneggiata dal terremoto del 24 novembre 2004, un lavoro interprovinciale ha permesso il 5 agosto 2012 la riapertura del santuario.

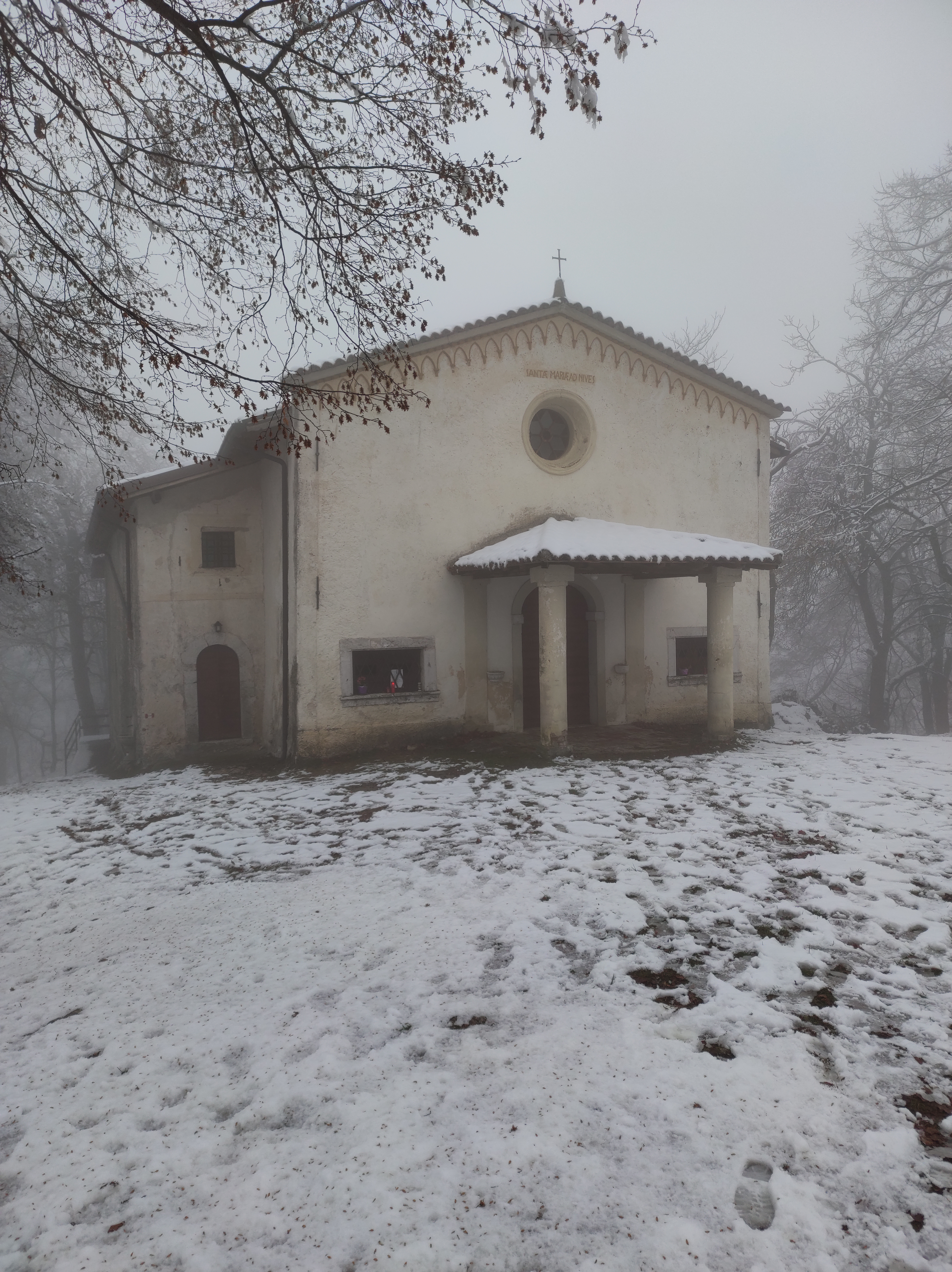
Chiesa della Madonna della Neve sul monte Renico

## Geologia e speleologia
La zona della Selvapiana è da inquadrare nel contesto del carso bresciano, specialmente i territori posti a SW della vetta. Sulla sommità non è dunque raro trovare doline anche di notevoli dimensioni. Il fenomeno carsico ha poi permesso la formazione di più di venti tra grotte e cavità, più o meno ampie e sviluppate.
La più importante di esse è il Bus Coalghés, situata a 791 metri di quota, nelle vicinanze della croce di Selvapiana sul versante posto a SE.  Presenta uno sviluppo planimetrico di 138 metri e un dislivello di -69 metri. È costituita da un’ampia apertura di 11×8 metri, seguita da una china discendente tendente a destra. La grotta si compone poi di diversi vani anche di notevoli dimensioni. L’importanza di tale grotta non è data solamente dalle sua ampie dimensioni, ma anche dal ritrovamento di resti archeologici al suo interno. Sono stati ritrovati infatti resti umani e animali, appartenenti probabilmente a una piccola comunità protostorica di pastori. Tale ipotesi è avvalorata dal ritrovamento di ceramiche e altri frammenti di recipienti databili al III secolo a.C.
Nella grotta è stata poi ritrovata una fibula bronzea databile al IV secolo a.C. e dei reperti databili all’epoca romana.